# Zentrum für Islamische Frauenforschung und -förderung
Das Zentrum für Islamische Frauenforschung und -förderung (ZIF) ist eine Vereinigung  von Musliminnen in Deutschland, die sich für eine geschlechtergerechte Auslegung der islamischen Quellen und für eine angemessene Wertung und Repräsentanz von Frauen im Islam einsetzt.
Die Gründung geht auf einen Gesprächskreis von Islamwissenschaftlerinnen, Theologinnen und Pädagoginnen sowie Studierenden dieser Fachrichtungen 1995 zurück.

## Arbeitsbereiche
Die Arbeit des ZIF gliedert sich in einen theoretischen und einen praktischen Arbeitsbereich.
Im theoretischen Bereich geht es den Mitarbeiterinnen des ZIF insbesondere um die Erarbeitung einer frauenzentrierten islamischen Theologie durch Aufzeigen neuer Paradigmen in hermeneutischer Arbeit sowie deren Publizierung und Verbreitung durch Tagungen, Symposien, Vorträge und Schulungen. Dadurch soll zu einer breiten Diskussion angeregt werden.
Im praktischen Bereich befasst sich der Verein insbesondere um Frauen- und Mädchenförderung, veranstaltet Selbstbehauptungstrainings für muslimische Mädchen und führt Beratung in Einzel- und Gruppengesprächen zur Überwindung von frauenfeindlichen und frauenmarginalisierenden Strukturen durch.
Im Rahmen der Arbeit zur Gender-Mainstreaming/Geschlechtergerechtigkeit engagiert sich das ZIF auch intensiv im interreligiösen Dialog, besonders im christlich-islamischen Dialog und sucht die Zusammenarbeit z. B. mit christlichen Frauenorganisationen.

## Publikationen
- Ein einziges Wort und seine große Wirkung – Eine hermeneutische Betrachtungsweise zum Qur'an Sure 4, Vers 34, mit Blick auf das Geschlechterverhältnis im Islam., Selbstverlag, 2006, ISBN 3-9810487-0-9[1]